# Juin 1886

## Événements
- 3 juin :
  - Vingt-deux jeunes chrétiens subissent le martyre en Ouganda : ils sont brûlés. Ils seront canonisés le 18 octobre 1964.
  - Loi aggravant les sanctions pour délit de grève (4 mois de prison pour les participants, 8 pour les organisateurs) et limitant les amendes au tiers des salaires.

- 4 juin : traité d'amitié et de commerce entre la France et la Corée.
  - Après avoir signé des traités inégaux avec les États-Unis, la Grande-Bretagne (1883) et l’Allemagne, Séoul fait de même avec la Russie, l'Italie (1884) et la France (1886).

- 7 juin : Elzéar-Alexandre Taschereau est le premier canadien à être nommé cardinal.

- 8 juin :
  - Home Rule Bill : projet de loi de Gladstone donnant l’autonomie à l’Irlande.
    - Scission au sein du parti libéral au Royaume-Uni : 93 des 333 députés libéraux, dirigés par Joseph Chamberlain, rejettent le Home Rule et vont former le parti libéral-unioniste qui porte au pouvoir le conservateur Salisbury.

  - Le diocèse d'Ottawa devient l'Archidiocèse d'Ottawa.

- 10 juin : éruption du mont Tarawera en Nouvelle-Zélande

- 12 juin : loi obligeant les paysans d’état à racheter leur lot.

- 18 juin : le diocèse de Montréal devient l'Archidiocèse de Montréal. Édouard-Charles Fabre en est l'archevêque.

- 22 juin : loi d'exil bannissant du sol français les chefs des familles royales et impériales ayant régné sur la France.

- 30 juin (Royaume-Uni) : les conservateurs, menacés par la rupture de leur alliance avec le parti Irlandais, dissolvent la Chambre. Les libéraux de Gladstone reviennent au pouvoir avec le soutien du parti de Parnell.

## Naissances
- 2 juin : Marcel Kerff, coureur cycliste belge († 7 août 1914).
- 9 juin : Maurice Cabart-Danneville, homme politique français († 2 mai 1942).
- 18 juin : George Mallory, alpiniste britannique disparu sur l'Everest († 1924).
- 28 juin : Aloïse Corbaz, artiste suisse pratiquant l'Art brut († 1964).
- 29 juin : Robert Schuman, père de l'Europe († 4 septembre 1963).